# 加仑
加侖（Gallon）是英美的容量單位，從前以計量用漢字寫作「嗧／𰇠（上「加」下）」；其同時是液體和乾量的容量單位，但兩者的容量略有不同（傳統英美度量衡的容量單位有分成“液量”和“乾量”兩類）。
- 英制的加侖定義為4.54609 公升。
- 美的液體加侖定義為231立方英寸，等于3.785411784 公升[1]。
- 美的乾貨加侖定義為八分之一美制蒲式耳，等于4.40488377086 公升。

## 使用情況

世界上使用的汽油单位：
公升
美制加侖
英制加侖
沒有資料